# Kinabatangan
Pour le cours d'eau, voir Kinabatangan (fleuve).
Kinabatangan (localement appelée Kota Kinabatangan) est une ville de l'État de Sabah en Malaisie dans l'ile de Bornéo. Elle est située au nord-est de Sabah non loin de la mer de Célèbes et à 320 km à l'est de la capitale Kota Kinabalu. La ville, qui compte 10 256 habitants en 2010, est le chef-lieu du district de Kinabatangan.